# Provinciale dijk

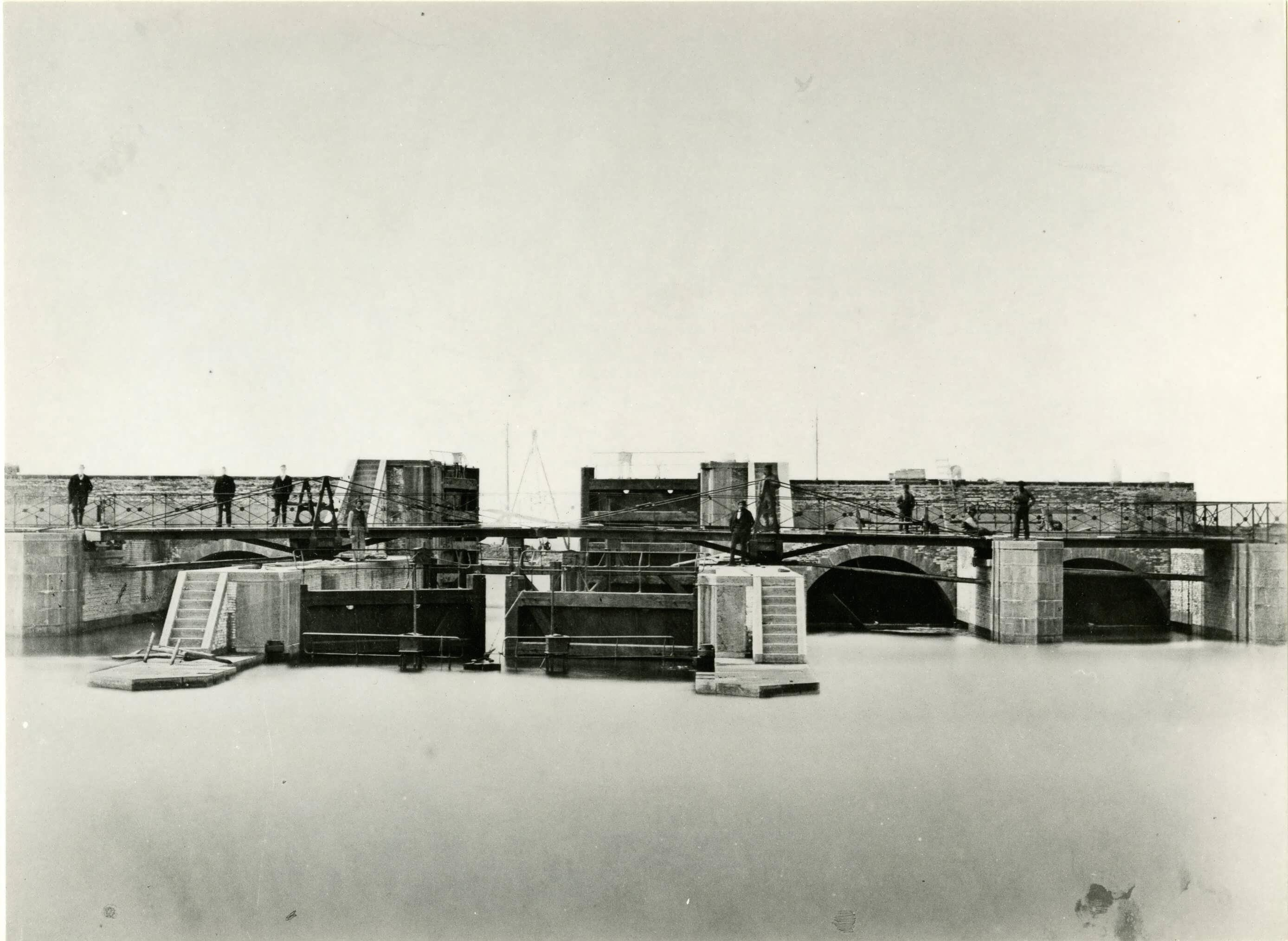
Binnenzijde van de Groote Provinciale sluis kort na de aanleg (ca. 1877-80)

De Provinciale dijk is de officiële naam van de dijk die tussen 1874 en 1876 is aangelegd om het Reitdiep af te sluiten.
De 3,7 km lange afsluitdijk is beter bekend als de dijk van Zoutkamp naar de Nittershoek. De dijk werd aangelegd om de afwatering van het Reitdiep beter te reguleren. Door de aanleg van het Eemskanaal tussen 1866 en 1876, had het Reitdiep als vaarverbinding van Groningen met de zee nauwelijks nog enige betekenis, wat de aanleg vergemakkelijkte.
In de dijk werden twee afwateringssluizen aangelegd:
- de Groote Provinciale sluis in het Reitdiep
- de Friesche sluis in de verlegde Munnekezijlsterried

De laatste sluis werd Fries genoemd, omdat deze voornamelijk water spuide dat uit Friesland afkomstig was.
Door de aanleg van de dijk ontstonden op de voormalige kwelder vier polders:
- de Polder Wieringa
- de Nieuwe Ruigezandsterpolder
- de Polder van J. Mulder
- de Noorder Reitdiepspolder

Als gevolg van de bouw van het gemaal De Waterwolf in 1920 moest ook de Zuider Reitdiepspolder worden bemalen

## Nittershoek
De Nitters- of Groote hoek is een bijna haakse hoek waar de voormalige zeedijk van de Lauwerszee en de linker rivierdijk van het Reitdiep bij elkaar kwamen.